# Holoregmia viscida
Holoregmia viscida är en martyniaväxtart som beskrevs av Christian Gottfried Daniel Nees von Esenbeck. Holoregmia viscida ingår i släktet Holoregmia och familjen martyniaväxter. Inga underarter finns listade i Catalogue of Life.